# Acetát
Az acetát az ecetsav valamely bázissal alkotott sója, illetve az ecetsav savmaradékionjának (konjugált bázisának) a neve. Képlete C2H3O−2.
Az iparban évente előállított mintegy 5 millió tonna ecetsav nagy részét acetátok előállítására használják fel, amelyek általában polimerek. A természetben az acetát a bioszintézis leggyakoribb építőköve.

## Nómenklatúra és általános képlet
Só részeként általában CH3CO−2-ként vagy CH3COO−-ként jelölik a képletekben, de gyakran OAc−, vagy ritkábban AcO− formában is előfordul. Ennek alapján a HOAc az ecetsav, a NaOAc a nátrium-acetát és az EtOAc az etil-acetát jelölése (mivel az Ac a CH3CO acetilcsoport). Nem tévesztendő össze az aktínium, az aktinoidák sorozatának első elemének vegyjelével; a szövegkörnyezet segíthet eldönteni, hogy melyikről van szó. A fenti jelölés miatt például a nátrium-acetát képlete „NaCH3COO” helyett „NaOAc”-ként is rövidíthető. 

## Sók

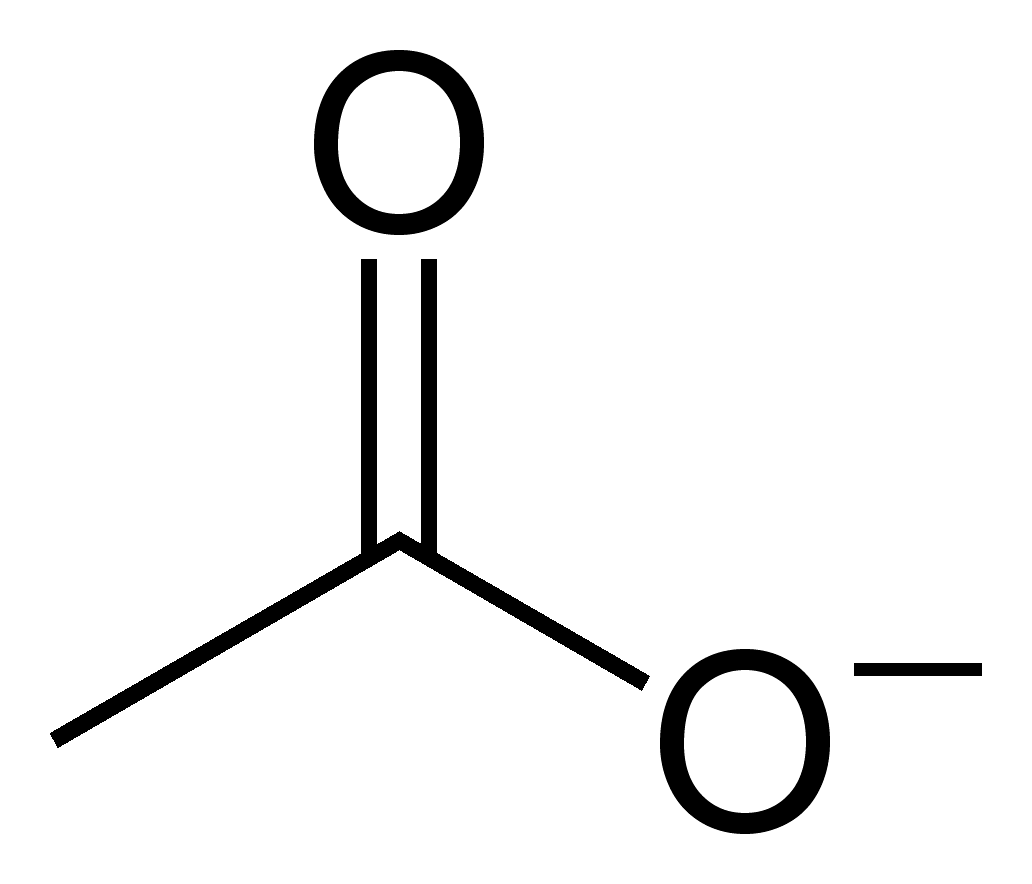
Acetátanion

Az acetátanion – képlete CH3COO− vagy C2H3O−2 – a karboxilátok családjába tartozik. Az ecetsav konjugált bázisa. 5,5-ös pH felett az ecetsav acetáttá alakul:
CH3COOH ⇌ CH3COO− + H+
Sok acetátsó ionos, ezért vízben általában jól oldódnak. A háztartásban gyakran előforduló acetát a nátrium-acetát. Ezt a fehér színű, szilárd anyagot ecet és nátrium-hidrogén-karbonát („szódabikarbóna”) vegyítésével lehet előállítani:
CH3COOH  +  NaHCO3  →   CH3COO−Na+  +  H2O  +  CO2
Az átmenetifémek acetáttal komplexet képezhetnek, ilyen például a króm(II)-acetát és a bázisos cink-acetát.
A kereskedelemben fontos acetátsók a festéshez használt alumínium-acetát, az ammónium-acetát, amely az acetamid előanyaga, és a kálium-acetát, amelyet vízhajtóként használnak. Mindhárom só színtelen és vízben jól oldódik.

## Észterek

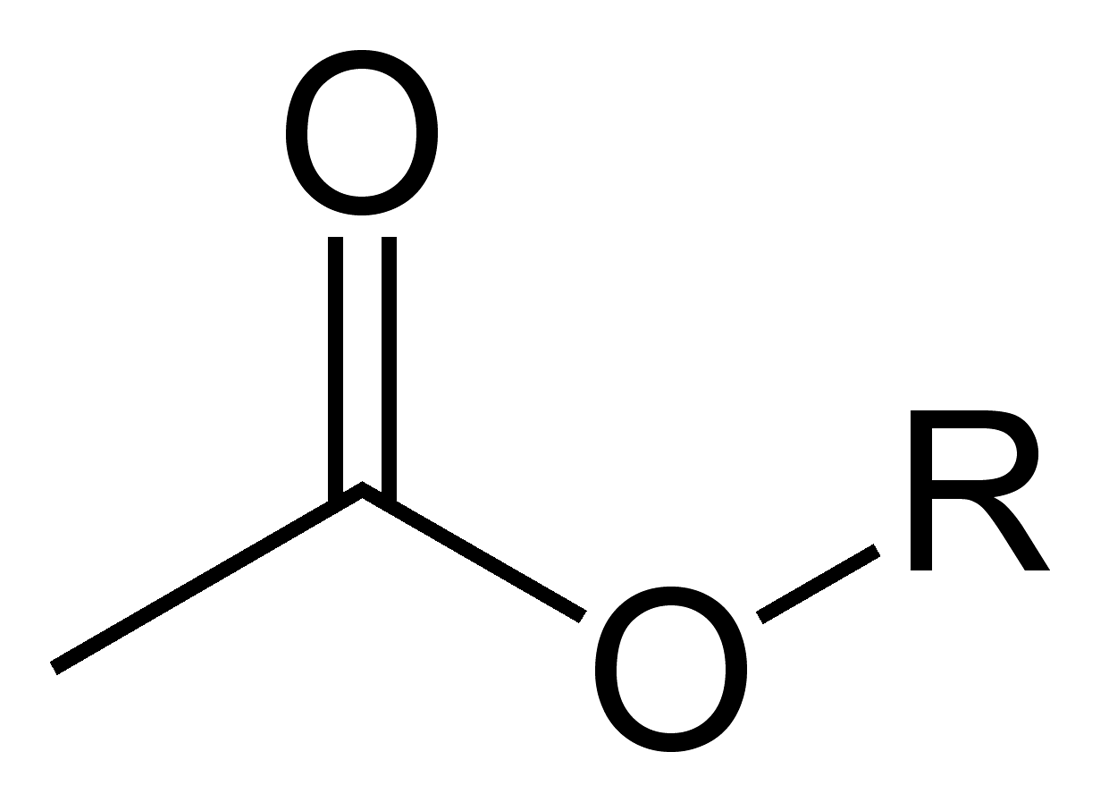
Acetát-észter

Az acetát-észterek általános képlete CH3CO2R, ahol R a szerves csoportot jelöli. Az acetátsókkal ellentétben az acetát-észterek gyakran folyékonyak, lipofilek és néha illékonyak. Használatuk elterjedt, mivel nincs kellemetlen szaguk (sőt, gyakran édes illatuk van), olcsók és általában alacsony toxicitásúak.
Az ecetsavtermelés csaknem felét a vinil-acetát (a polivinil-alkohol előanyaga, mely sok festék alkotórészeként szolgál) előállítására fordítják. Az ecetsav második legnagyobb felhasználása a cellulóz-acetát gyártása során történik. A cellulóz-acetát számos háztartási termékben megtalálható. Az ipari oldószerek csoportjában is gyakoriak az acetátok, pl. metil-acetát, etil-acetát, izopropil-acetát, etil-hexil-acetát. A butil-acetát élelmiszeripari termékekben használt illatanyag.

## Acetát a biológiában
Az acetát gyakori anion a biológiában. Az élőlények elsősorban acetil-koenzim-A formájában hasznosítják.
Kísérletek során azt tapasztalták, hogy a nátrium-acetát intraperitoneális injekciója (20 vagy 60 mg/ttkg) fejfájást váltott ki szenzibilizált patkányokban, és felvetették, hogy az etanol oxidációjából származó acetát a másnaposságot okozó fő tényező. A szérum acetát megemelkedett szintje sok szövetben (beleértve az agyat is) az adenozin felhalmozódásához vezetett. Az adenozinreceptor antagonista koffein beadása (etanol után) csökkentette a fájdalomérzetre utaló viselkedést patkányoknál.

## Acetil-CoA fermentációja acetáttá
A piruvátot a piruvát-dehidrogenáz enzim acetil-koenzim-A-vá (acetil-CoA) alakítja át. Ez acetáttá alakul az E. coli sejtekben, miközben szubsztrát szintű foszforilációval ATP-t termelnek. Az acetátképződéshez két enzimre van szükség: a foszfát-acetiltranszferázra és az acetát-kinázra.

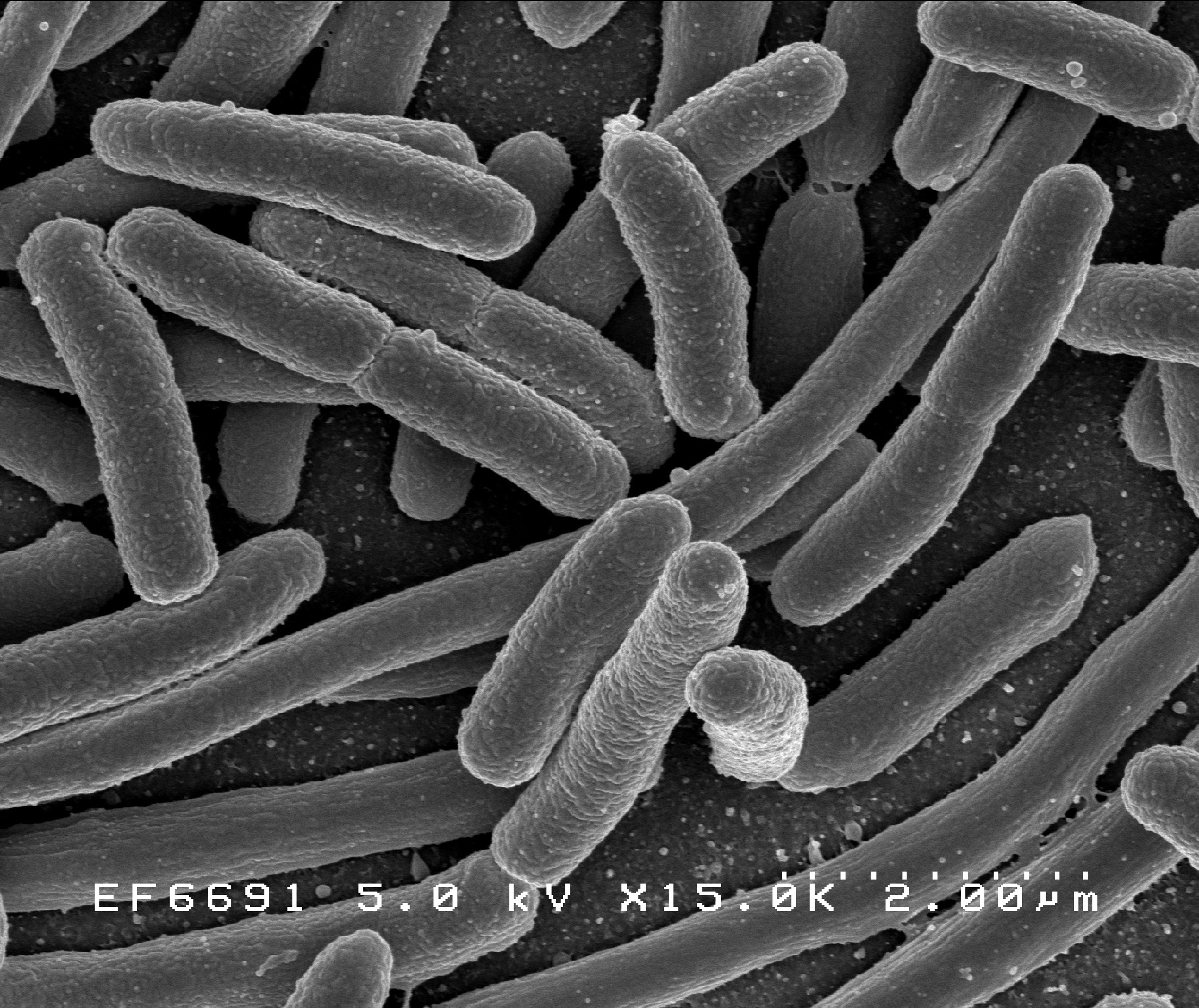
A vegyes savas fermentációs útvonal az Enterobacteriaceae családra jellemző, amely magában foglalja az E. coli-t is

   acetil-CoA + foszfát → acetil-foszfát + CoA
   acetil-foszfát + ADP → acetát + ATP

## Az acetát fermentációja
Az ecetsav diszproporciós reakción is áteshet, metánt és szén-dioxidot termelve:
CH3COO− + H+ → CH4 + CO2 ΔG° = −36 kJ/mol

## Szerkezetek

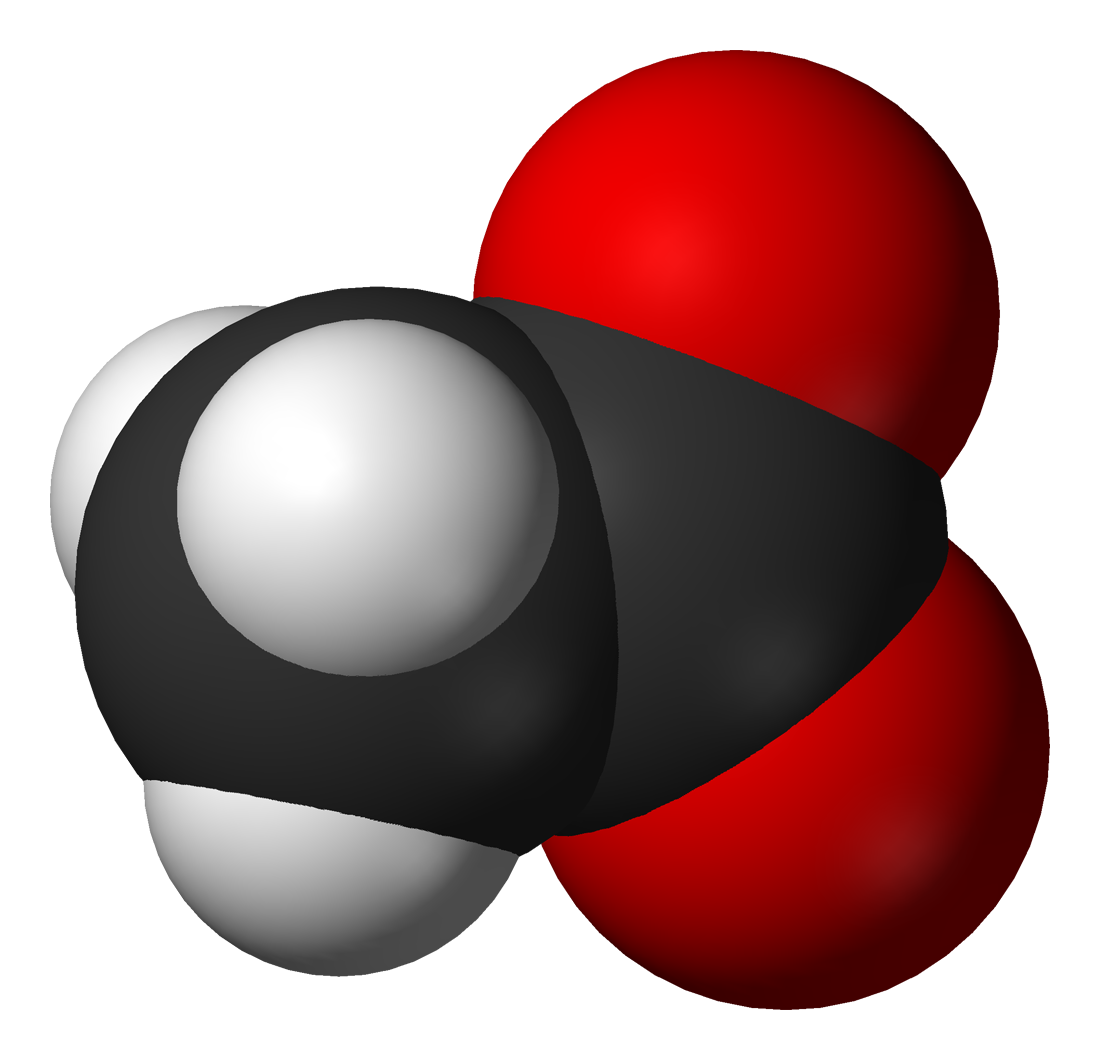
Az acetátanion térkitöltő modellje
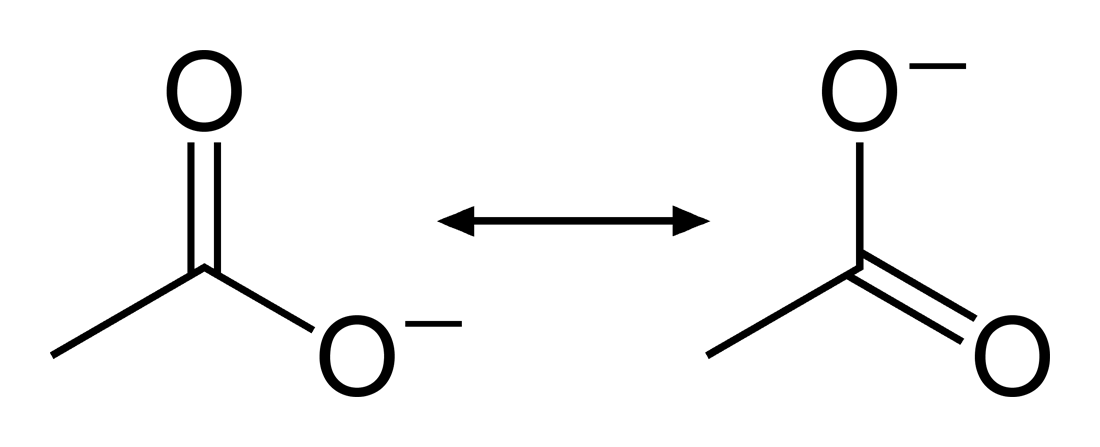
Az acetátanion határszerkezetei
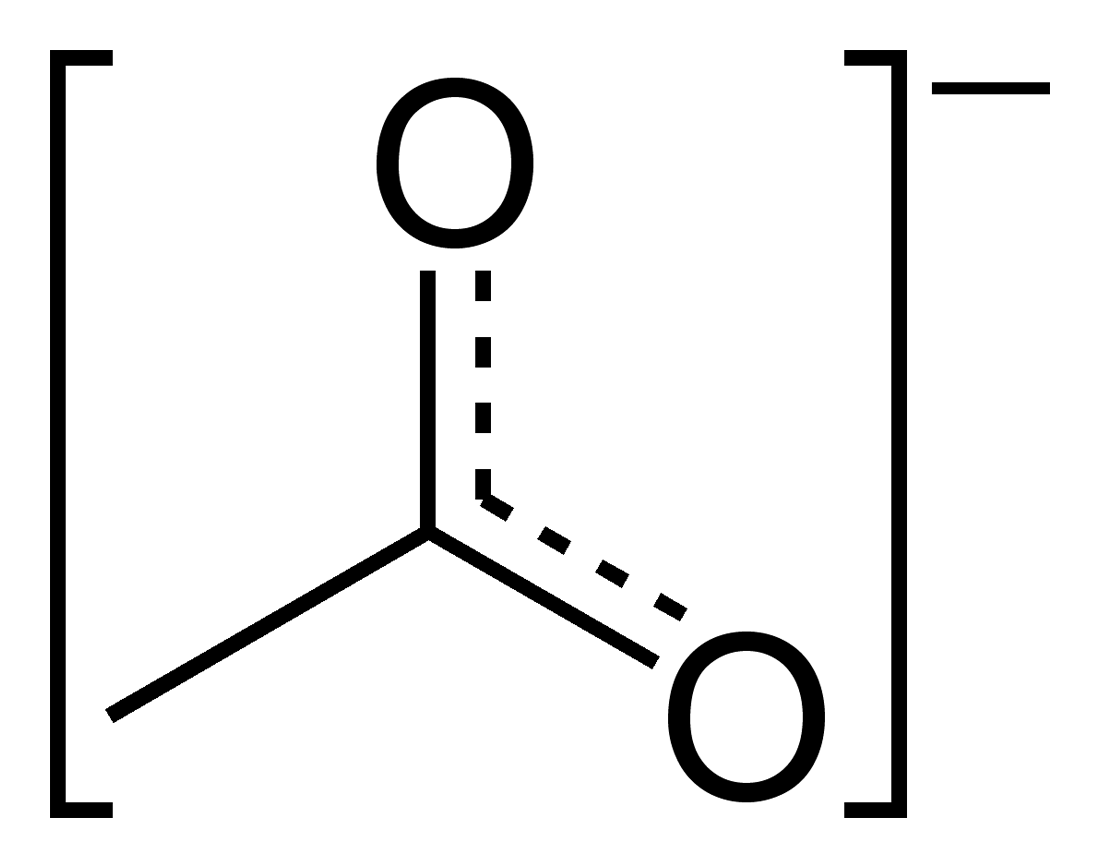
Az acetátanion rezonanciahibridje

## Fordítás
Ez a szócikk részben vagy egészben  az   Acetate című angol Wikipédia-szócikk ezen változatának fordításán alapul.  Az eredeti cikk szerkesztőit annak laptörténete sorolja fel. Ez a jelzés csupán a megfogalmazás eredetét és a szerzői jogokat jelzi, nem szolgál a cikkben szereplő információk forrásmegjelöléseként.